# Distintivo di combattimento a terra
Il distintivo di combattimento terrestre della Luftwaffe (in tedesco Erdkampfabzeichen der Luftwaffe)  è una decorazione militare del Terzo Reich istituita Göring il 31 marzo 1942 da per ricompensare i membri delle unità terrestri della Luftwaffe che avevano combattuto a fianco delle truppe dell'Esercito) e delle Waffen-SS.. La Luftwaffe disponeva di ventidue divisioni terrestri tra le cui la famosa ed elitaria Divisione "Hermann Göring", che rimasero sotto il diretto comando dello stesso Göring fino al luglio del 1944. L'impiego di queste divisioni era molto controverso poiché molti nel comando della Wehrmacht pensavano che sottraessero preziose risorse che avrebbero potuto essere meglio utilizzate se impiegate nelle forze terrestri, ma nonostante questo scetticismo, si può affermare che le divisioni terrestri della Luftwaffe meglio addestrate hanno dato buoni risultati nei combattimento terrestri accanto ai soldati delle forze terrestri.

## Attribuzione
Il distintivo veniva assegnato ai militari delle divisioni terrestri della Luftwaffe che erano state impegnate in combattimento a fianco delle forze di terra che avessero soddisfatto i seguenti criteri:
- Aver partecipato a tre azioni distinte di combattimento svolte in tre diverse giornate[1][2]
- Essere feriti durante un'azione
- Il personale di combattimento che era stato decorato in un'azione di guerra automaticamente con questo distintivo[1]
- Il personale militare che era stato già decorato con distintivo per assalto della fanteria, il distintivo di assalto generale e il distintivo da battaglia per carristi veniva automaticamente decorato con questo distintivo sostituendo il vecchio
- il distintivo veniva concesso automaticamente ai militari uccisi in un'azione di guerra
- Il distintico poteva essere concesso anche ai paracadutisti e agli assaltatori a condizione che fossero stati soddisfatti i criteri enunciati.[1]

Il distintivo veniva consegnato in una scatola nera di cuoio con una fodera di seta e una base di velluto blu in un pacchetto di carta con il documento che ne attestava la concessione, e le annotazioni proprie fatte ai soldati nel Wehrpass e nel Soldbuch, che nel sistema militare tedesco erano rispettivamente, il primo un documento di identificazione per i coscritti, il secondo la carta d'identità del soldato e, allo stesso tempo, la prova del costo dell'abbigliamento e delle attrezzature, della retribuzione e del cibo ed era considerato una carta di identità personale ed era la prova di essere un regolare combattente secondo le norme richieste dal diritto internazionale.
Nel corso della guerra, essendo sorta la necessità di decorare gli assi terrestri della Luftwaffe, l'11 novembre 1944 furono introdotti i distintivi numerati con i numeri 25, 50, 75 e 100, leggermente più grandi, con il numero che rappresentava il numero di azioni del destinatario della decorazione, ma di questi distintivi sono stati prodotti pochi esemplari.
Il distintivo cessò di essere concesso alla fine del regime nazista in Germania avvenuto nel 1945.

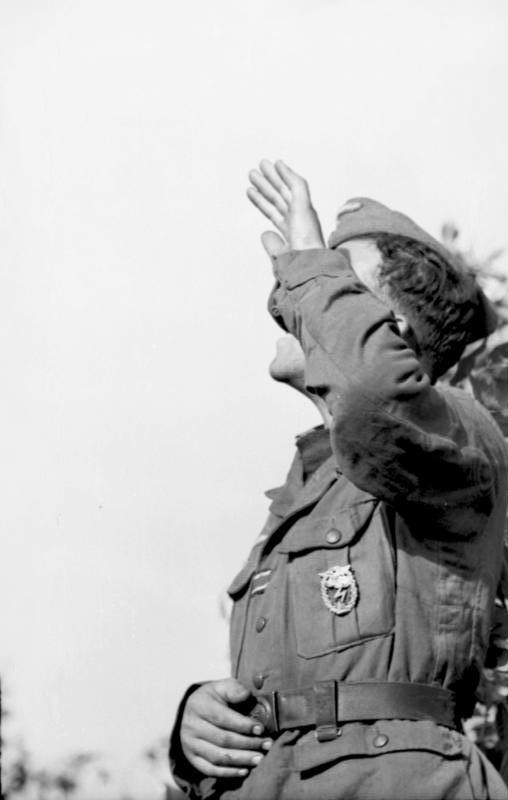
Soldato tedesco con il distintivo di combattimento terrestre della Luftwaffe

.

## Descrizione
Il distintivo era stato disegnato dall'artista Sigmund von Weech (1888-1982) ed era costituito da un anello di forma ovale di foglie di quercia sormontate da un'aquila in volo che stringeva tra gli artigli una svastica.
Il motivo al centro era rappresentato da una nuvola da cui partiva un fulmine che colpiva una roccia.
Il distintivo, in argento con delle parti brunite, misurava 56 mm x 43mm e la larghezza della corona variava tra 7 e 7,5 millimetri. L'aquila aveva un'apertura alare di 41,5 mm che sporgeva oltre l'ovale e aveva un'altezza di 21 mm che comprendeva anche la svastica.
Nella maggior parte dei casi, l'aquila della Luftwaffe era un pezzo separato, stampato in nichel, rivettata sopra un profilo di aquila presente sul distintivo, mentre su altri realizzati sul finire della guerra l'aquila era parte integrante del distintivo stesso.
Il distintivo doveva essere indossato sulla tasca sinistra della giacca (o della camicia) sotto la croce di ferro, se è presente.

## Dopo la guerra
Conformemente alla Legge sui Titoli, gli Ordini e le Decorazioni del 26 luglio 1957, l'uso del Distintivo di combattimento terrestre della Luftwaffe nella versione del Terzo Reich nella Repubblica Federale Tedesca poteva essere indossato, a condizione che la svastica fosse stata rimossa.